# Karl-Heinz Ripkens
Karl-Heinz "De Gries" Ripkens (* 9. Dezember 1937 in Köln) ist ein ehemaliger deutscher Fußballspieler.

## Karriere
Bis zum 31. Dezember 1957 war der Halbstürmer im damaligen WM-System im Kölner Amateurbereich beim Stadtteilklub SSV Vogelsang aktiv. Danach wechselte er im Januar 1958 in die Amateurabteilung des 1. FC Köln, wo er in der Vertragsreserve spielte. Zur Runde 1959/60 stieg Ripkens in die Vertragsspielermannschaft der "Geißbock-Elf" auf. Im Sommer 1960 unterschrieb er seinen Vertragsspielervertrag. Fünf Jahre spielte der Stürmer beim 1. FC Köln. Er debütierte am letzten Rundenspieltag, den 24. April 1960, bei der 2:3-Niederlage beim VfL Bochum in der Fußball-Oberliga West. Er bildete dabei mit Helmut Rahn den rechten Flügel des Westmeisters. In der Endrunde um die deutsche Fußballmeisterschaft kam er zu drei Einsätzen. Im Finale am 25. Juni gegen den Hamburger SV saß er aber bei der 2:3-Niederlage auf der Ersatzbank. Bis zum Ende der alten erstklassigen Oberligaära, 1962/63, war der Techniker und Kombinationsfußballer an vier Meistertiteln des 1. FC Köln in der Oberliga West beteiligt. Als die deutsche Meisterschaft 1962 nach Köln geholt wurde, war Ripkens in der Endrunde nicht zum Einsatz gekommen. Am 29. Juni 1963 stand er dagegen in der Elf des Titelverteidigers, der aber das Endspiel mit 1:3 Toren gegen den Westrivalen Borussia Dortmund verlor. Insgesamt werden für Ripkens von 1960 bis 1963 in der Oberliga West 44 Spiele mit acht Toren notiert; dazu kommen noch in der Endrunde 14 Einsätze mit einem Tor.
Als die 1. Bundesliga 1963/64 startete, kam er jedoch unter Trainer Georg Knöpfle nur noch einmal zum Einsatz. Die Halbstürmerpositionen des ersten Bundesligameisters waren durch Hans Schäfer und Wolfgang Overath besetzt. 1962 und 1964 wurde er mit den Kölnern Deutscher Meister. Mit Ende der ersten Bundesliga-Saison verließ er den Verein. In Belgien wurde er mit Standard Lüttich Vizemeister hinter dem RSC Anderlecht und wechselte dann nach nur einer Saison zurück nach Deutschland. Dort ging er in die Regionalliga West – die damals die zweithöchste deutsche Spielklasse darstellte – zu Bayer 04 Leverkusen. In dieser Liga spielte er danach noch ab 1967 für den SC Viktoria Köln und seit 1969 für den SC Fortuna Köln. Von 1965 bis 1970 absolvierte Ripkens 115 Regionalligaspiele und erzielte dabei 24 Tore, ehe er seine höherklassige Karriere beendete.
Mit der Stadtauswahl Köln (1960/61) und dem 1. FC Köln (1961–64) hatte Ripkens im Messestädte-Pokal fünf internationale Einsätze mit einem Tor bestritten. Gegner waren AS Rom, Inter Mailand und La Gantoise Gent.

## Erfolge
- Deutscher Meister (2): 1962, 1964

## Trivia
Ripkens erlernte den Beruf des Metallschlossers. Bereits als Vertragsspieler wurde er zum Einzelhandelskaufmann ausgebildet. In dieser Zeit besaß er eine Toto/Lotto-Annahmestelle mit Zeitschriften- und Tabakverkauf und einer Annahmestelle für eine chemische Reinigung. Er besaß von 1970 bis 2009 eine eigene Firma, die Malerarbeiten und Industrieanstriche vornahm.